# جميلة الثمر الجرداء
جميلة الثمر الجرداء (الاسم العلمي:Callicarpa glabra) هي نوع من النباتات يتبع جنس جميلة الثمر من الفصيلة الشفوية.